# 補庫

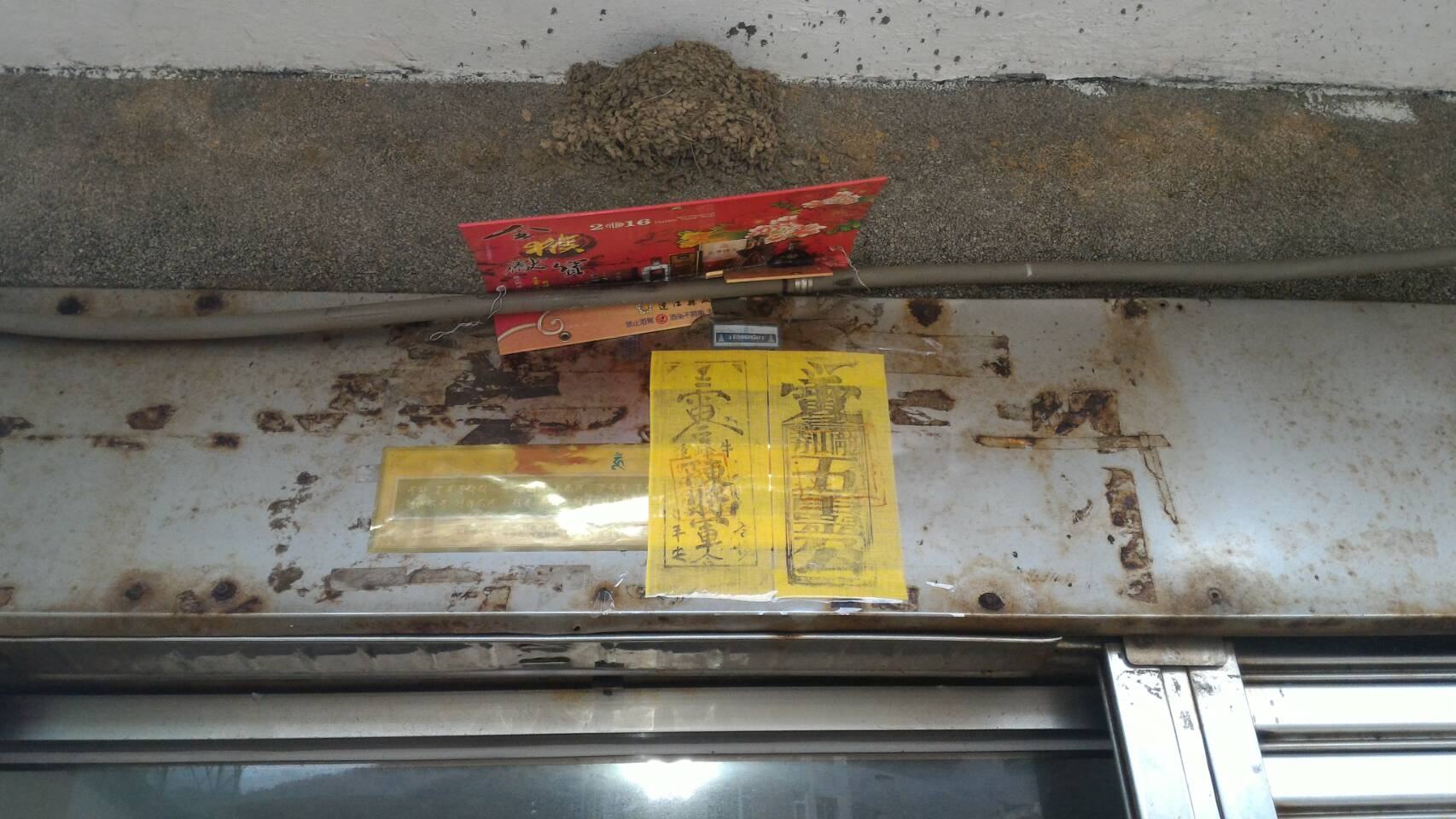
馬祖南竿鄉牛峰境民宅張貼之二張補庫符

補庫（馬祖話：buo oˇ）指焚化「庫寶」，獻予村境神明，以充足神明的財庫。此活動是在元宵節擺暝之後，另一個馬祖村莊中重大的民俗活動。

## 簡介
「補庫」（buo oˇ）是福州話，音近「ㄅㄨㄛ ㄛˇ」（在此一詞中，「庫（ㄎㄛˇ）」因聲母弱化而消失）。「補」是補充、補足的意思，「庫」即是財庫，也可以指「庫寶」（金紙元寶），因對象是神明，故二字組合意為補充神明的財庫。
馬祖各村至少建有一座廟宇為村民之信仰中心，神明管轄村莊的範圍稱為「境」，信徒認為神明的社會如同人類社會，一樣會有他村神明來本境作客、或凶神惡煞過境要周旋打發等需要支出錢財的時候，為了使神明能有錢財運用保護村民，而定期舉行補庫儀式，焚化元寶給神明使用。村中有二座或以上廟宇者，則視情形聯合或各別舉行。

## 來由
馬祖早期先民生活苦難，面對窮山惡水的不確定性，如遭遇瘟疫、災禍、惡劣海象等厄事，則畏惧是邪怪作祟，遂祈求神明保佑合境平安，由此衍生出補庫的全村性活動。

## 時間
補庫的時間通常選在春分到夏至，此時期大抵是氣候多變之時，如在清明期間遇南風則多霧、潮濕；端午期間暑氣重，恙蟲、傳染病盛行，在醫藥不發達的時代遂以為是邪怪作祟，係村民特別需要祈求神明庇佑之時。
日期由廟委請示神明，通常補庫儀式在一天之內完成。

## 過程

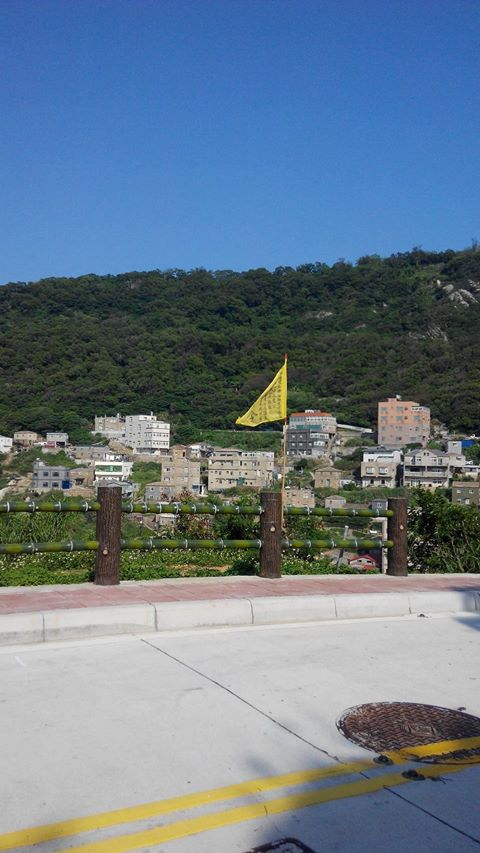
馬祖南竿鄉牛峰境在村境安插補庫旗

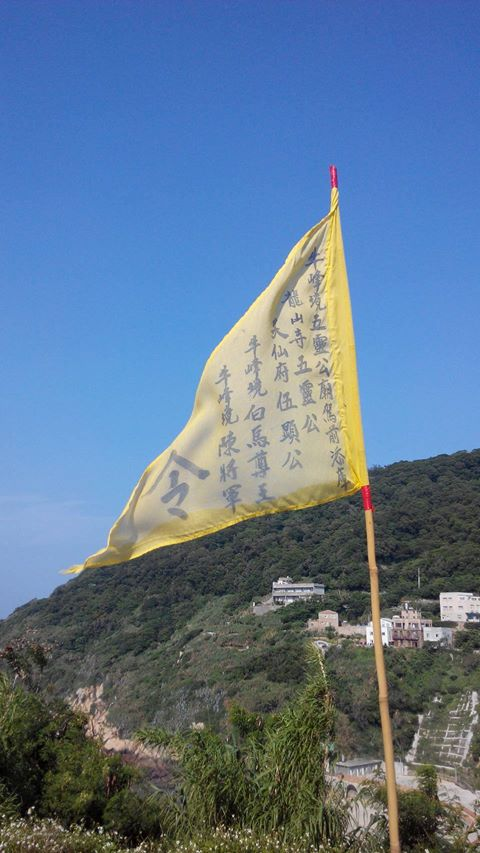
旗上書寫牛峰境五靈公廟駕前補庫字樣

### 擇日補庫
補庫通常每年舉辦一次，亦有三年或多年一次不等，若遇特殊事件，則可能臨時舉行。補庫日期經神明諭示，確定日期後由廟委或作頭者挨家挨戶統計補庫戶數及收取各戶費用。廟方會要求村中補庫前或當日全村戒殺素食。

### 奉獻供品
補庫原則上各家戶準備以下供品：
- 元寶

由作頭者分配各家戶金紙，由各戶將金紙摺成元寶裝箱（袋）後送至廟宇集中，此活動必須在補庫儀式前完成。
- 食品

當天各戶準備一份供品送至廟宇，並以紅紙書寫「弟子某某某敬叩」。
供品有的準備盆子裝包子、小包子、米、蛋等，或以「紅斗」（盛米容器）盛米、裝蛋、置紅筷、插綠葉等。亦有家戶直接以一袋包裝米為供品。

### 上供下施
補庫也是水陸大法會，包括海祭和陸祭，除了焚化「庫寶」給神明，同時也為餓鬼眾生舉行布施法會：
- 布施餓鬼

廟方會準備大小包子、麵糊等食品和紙錢，由道士誦經後布施餓鬼，其用意在憐憫並安撫餓鬼眾生，避免作亂。
- 供奉神明

布施餓鬼後上疏祭禱神明，祈求合境平安，再焚化神明的「庫寶」。因補庫的「庫寶」數量眾多，常需要村中人手幫忙。

### 合境平安
- 安界插旗

完成補庫儀式後，廟方會在廟埕、村莊的出入口、交界處安插令旗，表示此境已由本村神明派駐鎮守，以阻絕邪祟進入。
- 鎮宅貼符

參加補庫的家戶領回原先準備的供品或白米，廟方分送蓋有神諱、廟印、合境平安的布符，供張貼門楣之上，表示神明鎮宅平安。

### 食福祈安
補庫當晚舉行「食福」，有參加補庫之家戶派員參加聚餐，同時聯絡村民情感，餐後取回福品有大小包子、太平蛋等，有「保佑平安」之意。